# توزیع نرمال پوشیده
توزیع نرمال پوشیده یک توزیع پیوسته در نظریه احتمال و آمار است. این توزیع در رابطه با توزیع نرمال است.
تابع تجمعی احتمال آن به صورت زیر است:
{\displaystyle F_{Y}(y;\mu ,\sigma )=\int _{0}^{y}{\frac {1}{\sigma {\sqrt {2\pi }}}}\,\exp \left(-{\frac {(-x-\mu )^{2}}{2\sigma ^{2}}}\right)\,dx+\int _{0}^{y}{\frac {1}{\sigma {\sqrt {2\pi }}}}\,\exp \left(-{\frac {(x-\mu )^{2}}{2\sigma ^{2}}}\right)\,dx.}
واریانس آن نیز به صورت زیر محاسبه می‌شود:
{\displaystyle \operatorname {Var} (y)=\mu ^{2}+\sigma ^{2}-\left\{\sigma {\sqrt {2/\pi }}\exp(-\mu ^{2}/2\sigma ^{2})+\mu \left[1-2\Phi (-\mu /\sigma )\right]\right\}^{2}.}